# Кирьясало
Ки́рьяса́ло (фин. Kirjasalo) — упразднённая деревня в междуречье Волчьей и Смородинки на территории Куйвозовского сельского поселения Всеволожского района Ленинградской области, ранее относившаяся к лютеранскому приходу Лемпаала (фин. Lempaala). Известна богатым историческим прошлым.

## Название
На различных картах обозначалась как Кориаселька, Кирьясилька, Кирьясалы. Наиболее вероятный перевод названия — красивая или пёстрая гряда или возвышенность. К тому же существует народная этимология: книжная лесная глушь — объясняется тем, что якобы основавшие деревню финны-лютеране по канонам своей веры обязаны были уметь читать и знать катехизис, тогда как окрестные православные ижоры, изначальные жители края, как правило, читать не умели.

## География
Деревня делилась на несколько частей, которые в переписях записывались отдельными населёнными пунктами: это Старые Кирьясалы или Старая, Новые Кирьясалы или Новая, Тиканмяки, небольшое скопление хуторов Аутио (фин. autio — пустующее имение) или Павиляйне; со второй половины XIX века также Пусенмяки и Кандалово.
Через Кириясалы проходила Кириясальская (ныне Котовская) дорога, мощёная диким камнем.

## История
Одно из первых картографических упоминаний деревни — селение Koriasilka на карте Нотебургского лена первой трети XVII века.

### До 1917 года
КИРЬЯСАЛО — мыза, принадлежит полковника Фёдора Кашталинского наследникам, при оной: 

КИРЬЯСАЛО — деревня, жителей по ревизии 146 м. п., 144 ж. п. (1838 год)

На этнографической карте Санкт-Петербургской губернии П. И. Кёппена 1849 года она обозначена как деревня «Kirjasalo», расположенная в ареале расселения эвремейсов. В пояснительном тексте к этнографической карте она названа Kirjasalo (Кирьясало) и указано количество её жителей на 1848 год: эвремейсов — 149 м. п., 154 ж. п., финнов — 3 м. п., 2 ж. п., всего 308 человек.

КИРЬЯСАЛО — деревня полковника Поля, по просёлкам, 43 двора, 151 душа м. п. (1856 год)

КИРИАСАЛО НОВОЕ И СТАРОЕ, ТИГО-МЯКИ, ПУЗО-МЯКИ и АУДИО — деревни К. И. Эрнста. Число душ крепостных людей мужского пола: крестьян — 131, дворовых — 4. Число дворов или отдельных усадеб: 48. Число тягол: оброчных — 3, издельных — 40, состоящих частью на оброке, частью на барщине — 21. Земли состоящей в пользовании крестьян (в десятинах): усадебной: 8,37, на душу — 0,06; пахотной: всего — 174, на душу — 1,32; сенокосы: 94; выгоны: общие; кустарник: нет; всего удобной — 276,37, на душу — 2,10. Земли несостоящей в пользовании крестьян (в десятинах): всего удобной — 2085,11, неудобной — 26; в том числе кустарник и лес: 1908,91; всей удобной на душу: 15,91. Величина денежного оброка: от 15 до 24 рублей с тягла. Добавочные повинности к денежному оброку: от 24 до 42 рабочих дней работами. (1860 год)

КИРЬЯСАЛЫ — мыза владельческая при колодцах; 1 двор, жителей 8 м. п., 10 ж. п. 

КИРЬЯСАЛЫ (СТАРАЯ) — деревня владельческая при колодцах; 11 дворов, жителей 39 м. п., 50 ж. п. 

КИРЬЯСАЛЫ (НОВАЯ) — деревня владельческая при колодцах; 22 двора, жителей 74 м. п., 90 ж. п. 

ДОМ КИРЬЯСАЛЬСКОГО ПОСТА ПОГРАНИЧНОЙ СТРАЖИ — при колодцах; 1 двор, жителей 6 м. п. (1862 год)

В 1863 году временнообязанные крестьяне этих деревень выкупили свои земельные наделы у К. И. Эрнста и стали собственниками земли.

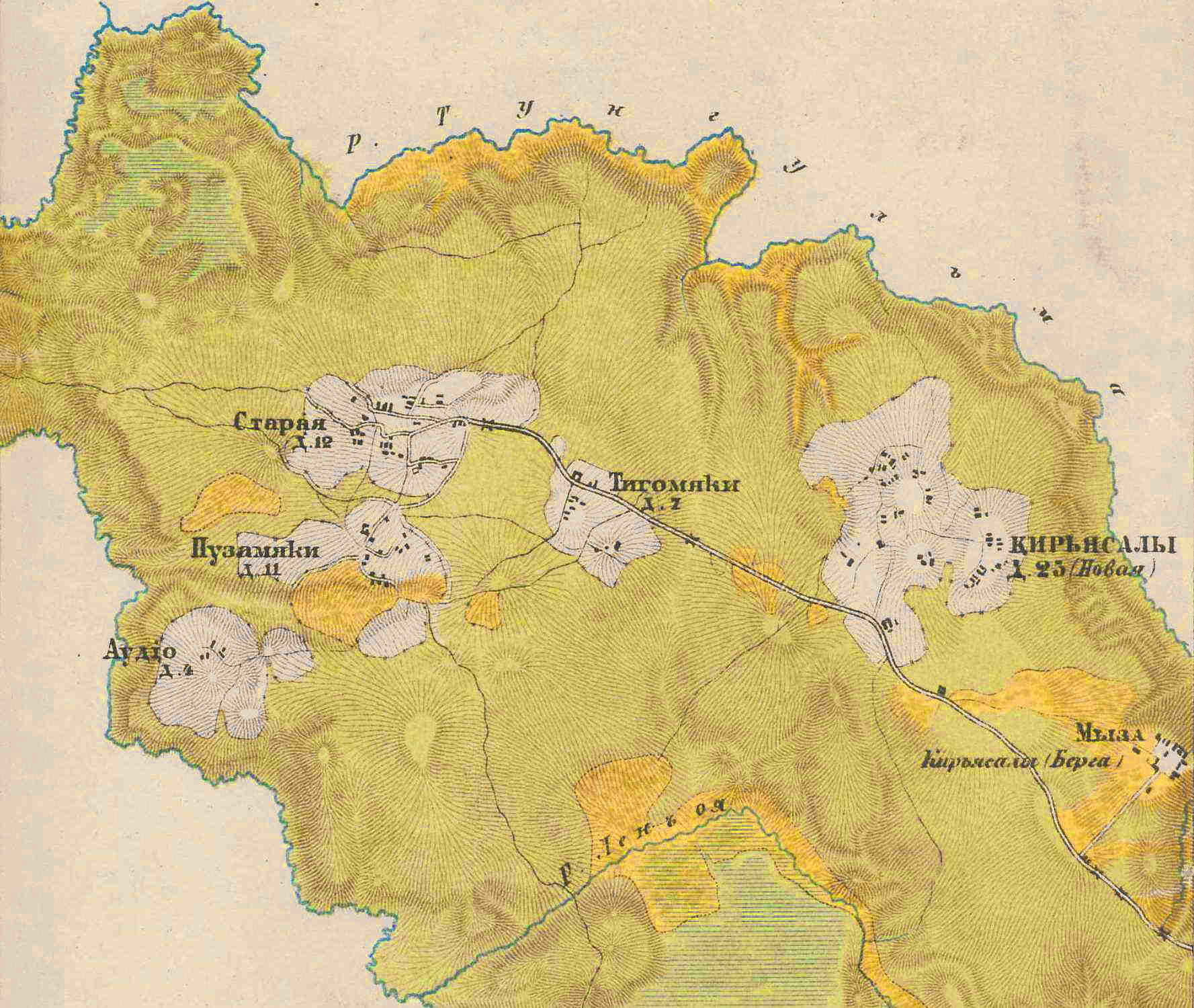
Мыза Кирьясало на карте 1885 года

В 1885 году деревня Кирьясалы (Новая) насчитывала 23 двора, деревня Старая — 12 дворов, деревня Тигонмяки — 7 дворов, деревня Пузанмяки — 11 дворов и деревня Аудио — 4 двора.
Согласно материалам по статистике народного хозяйства Санкт-Петербургского уезда 1891 года имением Лехтекюля площадью 555 десятин владела купеческая жена С. И. Буренина, имение было приобретено в 1882 году за 25 000 рублей, дом пограничной стражи сдавался ею в аренду. Имением Кириа-Салы площадью 1201 десятина владел купец Р. А. Гротен, имение было куплено в 1885 году за 15 000 рублей. В имении была оранжерея и харчевня, сдающаяся в аренду. Другое имение Кирия-Салы площадью 533 десятины принадлежало вдове ревельского бюргера Ш. Г. Людекенса. Имение было куплено в 1870 году за 1006 рублей. 

КИРИАСАЛО — владельческая усадьба при Кириасальской дороге при прудах 4 двора, 11 м. п., 10 ж. п., всего 21 чел. бездействующая ветряная мельница, кузница.

СТАРОЕ КИРИАСАЛО — деревня на земле Кириасальского сельского общества при просёлочной дороге 15 дворов, 48 м. п., 52 ж. п., всего 100 чел. кузница.

НОВОЕ КИРИАСАЛО — деревня на земле Кириасальского сельского общества при Кириасальской дороге 25 дворов, 56 м. п., 71 ж. п., всего 127 чел.

КИРИАСАЛЬСКИЙ ПОГРАНИЧНЫЙ ПЕРЕХОДНЫЙ ПУНКТ — на бывшей земле Гротена при Кириасальской дороге 2 двора, 11 м. п., 7 ж. п., всего 18 чел. смежно с деревней КИРИАСАЛО.

ПУЗОМЯКИ — деревня на земле Кириасальского сельского общества при Кириасальской дороге 15 дворов, 47 м. п., 42 ж. п., всего 89 чел.

ТИГОМЯКИ — деревня на земле Кириасальского сельского общества при Кириасальской дороге 9 дворов, 24 м. п., 32 ж. п., всего 56 чел. сельская школа Петербургского воспитательного дома, 2 мелочные лавки. (1896 год)

Учителем в Кирьясальской школе Санкт-Петербургского Императорского Воспитательного Дома с 1887 по 1892 год работал Николай Владимирович Овинцев.
В конце XIX — начале XX века деревня административно относилась к Коркомякской волости 4-го стана Санкт-Петербургского уезда Санкт-Петербургской губернии. Население деревни было однородным — финским.

АУДИО (ПОВЕЛАЙНЕ) — селение Коркомякской волости, число домохозяев — 4, наличных душ: 17 м. п., 17 ж. п., обоего пола — 34. Количество надельной земли — 50, размер пахотной земли — 15, размер лесного надела — 16, (в десятинах).

КИРЯСАЛЫ НОВЫЯ — селение Коркомякской волости, число домохозяев — 21, наличных душ: 44 м. п., 50 ж. п., обоего пола — 94. Количество надельной земли — 295, размер пахотной земли — 49, размер лесного надела — 75, (в десятинах).

КИРЯСАЛЫ СТАРЫЯ — селение Коркомякской волости, число домохозяев — 16, наличных душ: 41 м. п., 38 ж. п., обоего пола — 79. Количество надельной земли — 134, размер пахотной земли — 28, размер лесного надела — 43, (в десятинах).

ПУЗОМЯККИ — селение Коркомякской волости, число домохозяев — 13, наличных душ: 42 м. п., 39 ж. п., обоего пола — 81. Количество надельной земли — 103, размер пахотной земли — 26, размер лесного надела — 39, (в десятинах).

ТИГОМЯККИ — селение Коркомякской волости, число домохозяев — 9, наличных душ: 27 м. п., 29 ж. п., обоего пола — 56. Количество надельной земли — 68, размер пахотной земли — 14, размер лесного надела — 22, (в десятинах). (1905 год)

В 1905 году землевладельцем в Кириосалах была жена поручика Вера Евгеньевна Иванова, земли ей принадлежало 1113 десятин 41 квадратная сажень.
В 1908 году в деревне Аудио проживали 34 человека из них 5 детей школьного возраста (от 8 до 11 лет), в деревне Тигомяки — 42 человека, 6 детей, в деревне Пузомяки — 112 человек, 10 детей, Новые Кирьясалы — 153 человека, 14 детей, Старые Кирьясалы — 104 человека, 13 детей.
В 1909 году в деревне Кириосало открылась земская школа. Учителем в ней работал А. Каратаев.
До революции в ней располагалась пограничная застава с таможенно-пропускным пунктом, земская школа, магазин, мельница, а также мыза Алфавитовка (Лехто-Кюля, Лахтокюля, Лехте-кюля, Lehtokylä) — бывшее имение генерал-майора Н. И. Цылова в 500 десятин, которое в начале XX века принадлежало вдове петербургского купца, Бурениной Софии Игнатьевне. Пользуясь положением сына хозяйки приграничного имения, член РСДРП(б) Буренин Н. Е. провозил через Кириясало нелегальную литературу и оружие из Финляндии.

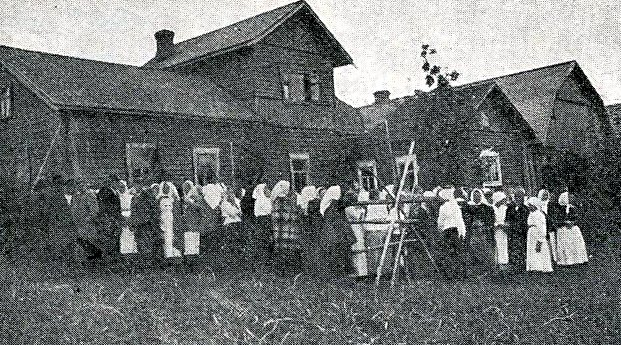
Деревенский праздник в Кирьясало. 1911 год

В 1914 году в деревне работала двухклассная земская школа (Кириясальское училище), учителем в которой был Александр Николаевич Коротаев.

### Кирьясало после революции
Во время Гражданской войны с 9 июля 1919 года по 6 декабря 1920 года деревня была столицей Республики Северная Ингрия — карликового государства, воевавшего с Советской Россией.

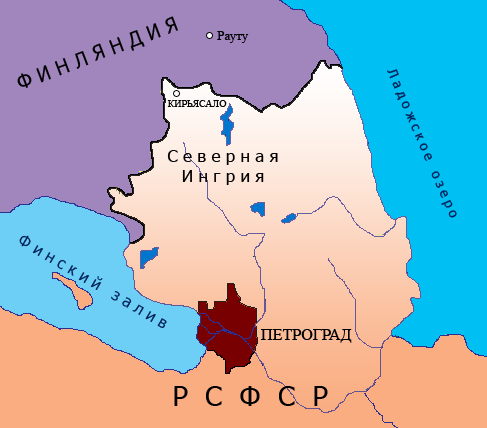
Северная Ингрия на карте РСФСР 1919—1920 годов
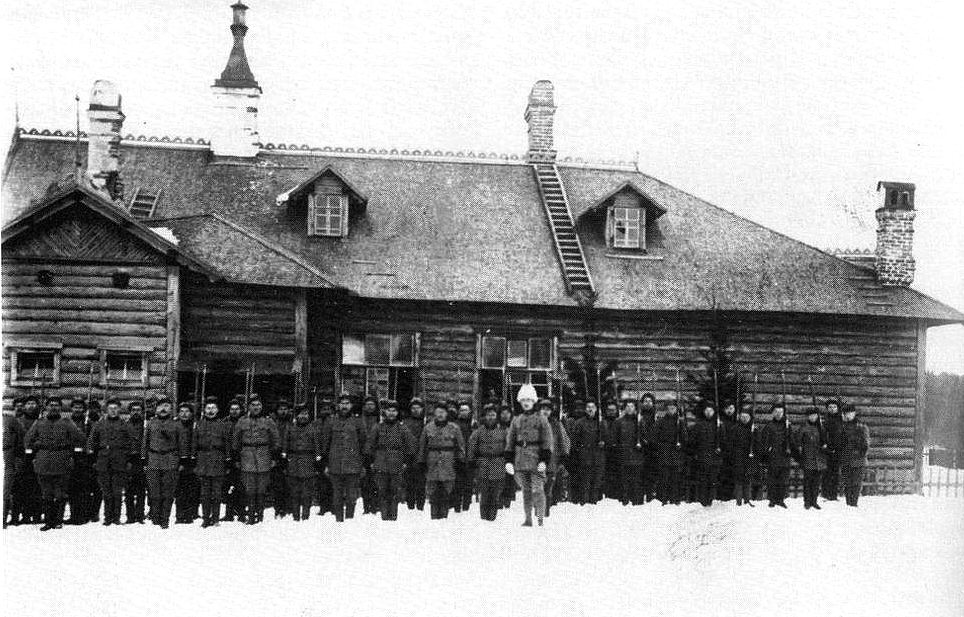
Северо-Ингерманландский полк в Кирьясало. Зима 1920 года. Впереди командир полка Юрьё Эльфенгрен.
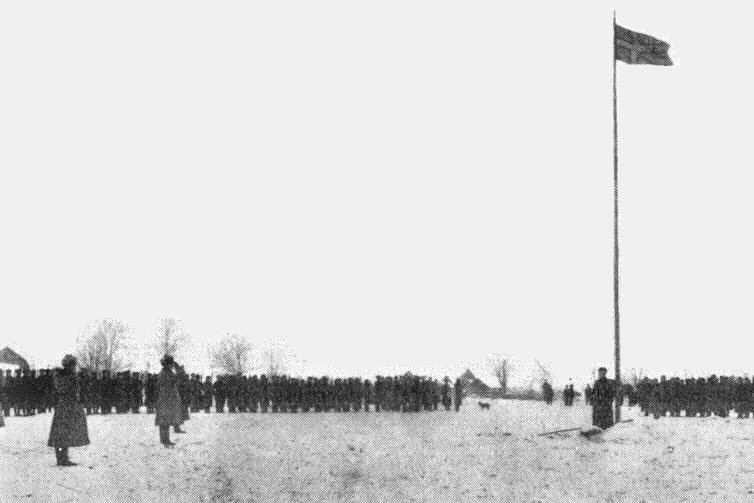
Торжественный спуск ингерманландского флага на прощальном параде в Кирьясало. 06.12.1920 г.

Согласно переписи населения СССР 1926 года:

АУДИО — деревня в Коркиомягском сельсовете Куйвозовской волости Ленинградского уезда, 6 хозяйств, 32 души.

Из них: русских — 2 хозяйства, 8 душ (3 м. п. и 5 ж. п.); ингерманландцев — 4 хозяйства, 24 души (15 м. п. и 9 ж. п.).

КИРЬЯСАЛЫ НОВЫЕ — деревня в Коркиомягском сельсовете, 33 хозяйства, 145 душ.

Из них: русских — 3 хозяйства, 13 душ (7 м. п. и 6 ж. п.); ингерманландцев — 27 хозяйств, 118 душ (58 м. п. и 60 ж. п.); суоми — 2 хозяйства, 11 душ (5 м. п. и 6 ж. п.); эстов — 1 хозяйство, 3 души (1 м. п. и 2 ж. п.);

КИРЬЯСАЛЫ СТАРЫЕ — деревня в Коркиомягском сельсовете, 16 хозяйств, 81 душа.

Из них: русских — 1 хозяйство, 8 душ (4 м. п. и 4 ж. п.); ингерманландцев — 14 хозяйств, 72 души (36 м. п. и 36 ж. п.); суоми — 1 хозяйство, 1 душа ж. п.; 

ПУЗОМЯККИ — деревня в Коркиомягском сельсовете, 24 хозяйства, 109 душ.

Из них: русских — 5 хозяйств, 18 душ (8 м. п. и 10 ж. п.); ингерманландцев — 16 хозяйств, 78 душ (37 м. п. и 41 ж. п.); суоми — 3 хозяйства, 13 душ (6 м. п. и 7 ж. п.). 

ТИГОМЯККИ — деревня в Коркиомягском сельсовете, 11 хозяйств, 44 души.

Из них: русских — 1 хозяйство, 6 душ (4 м. п. и 2 ж. п.); ингерманландцев — 9 хозяйств, 37 душ (15 м. п. и 22 ж. п.); суоми — 1 хозяйство, 1 душа м. п.. (1926 год)

В том же 1926 году был организован Кирьясальский финский национальный сельсовет, население которого составляли: финны — 356, русские — 53, другие нац. меньшинства — 3 человека.
В 1928 году население деревни Новые Кирьясалы составляло 246 человек.
По административным данным 1933 года в Кирьясальский сельсовет Куйвозовского финского национального района входили деревни: Старые Кирьясалы, Новые Кирьясалы, Аудио, Пуземяки и Тигомяки, общей численностью населения 432 человека.
По административным данным 1936 года деревня Кирьясалы являлась административным центром Кирьясальского сельсовета Токсовского района. В сельсовете было 5 населённых пунктов, 71 хозяйство и 2 колхоза. До 1936 года — место компактного проживания ингерманландских финнов. В течение мая-июля 1936 года финское население деревни было выселено в восточные районы Ленинградской области. Выселение гражданского населения из приграничной местности осуществлялось в Бабаевский, Боровичский, Вытегорский, Кадуйский, Ковжинский, Мошенской, Мяксинский, Пестовский, Петриневский, Пришекснинский, Устюженский, Хвойнинский, Чагодощенский, Череповецкий и Шольский районы. В настоящее время они входят в состав Вологодской и Новгородской областей. В Кириясалах расположились пограничные заставы 5ПО.
Согласно административным данным на 1 января 1939 года «в деревне населения нет». Национальный сельсовет был ликвидирован весной того же года. По переписи населения 1939 года такого населённого пункта уже не существовало, хотя на картах того времени он ещё обозначался с точностью до дома. 

Деревня Кирьясало на карте 1939 года

В годы Великой Отечественной войны через Кириясало проходила укреплённая линия VT, недостроенная финнами в 1942—1944 годах. От неё сохранились противотанковые бетонные надолбы, остатки нескольких взорванных бункеров и других фортификационных сооружений.
После войны, до середины 1990-х годов, на месте деревни располагались летние выпасы окрестных животноводческих хозяйств. В настоящее время среди заброшенных полей ещё можно увидеть фундаменты старых построек, разобранные как во время войны, так и после, а также одичавшие яблони и заросли хмеля.
Братскую могилу красноармейцев, погибших во время боевых действий 1919 года, и сейчас можно найти на краю бывшей деревни, над ней установлен обелиск с памятной надписью.
По решению Леноблисполкома № 337 от 27.08.1979 бывшая деревня Кирьясало отнесена к памятникам истории как «памятное место, где находилась усадьба родителей Н. Е. Буренина, служившая базой транспортировки большевистской литературы». Памятное место, где находилась усадьба родителей Буренина Николая Евгеньевича, служившая базой транспортировки большевистской литературы и оружия в 1903—1907 годов, фундаменты трёх усадебных построек и остатки парка являются объектом культурного наследия народов Российской Федерации.

## Фото

Усадьба Кирьясало. 2021 год
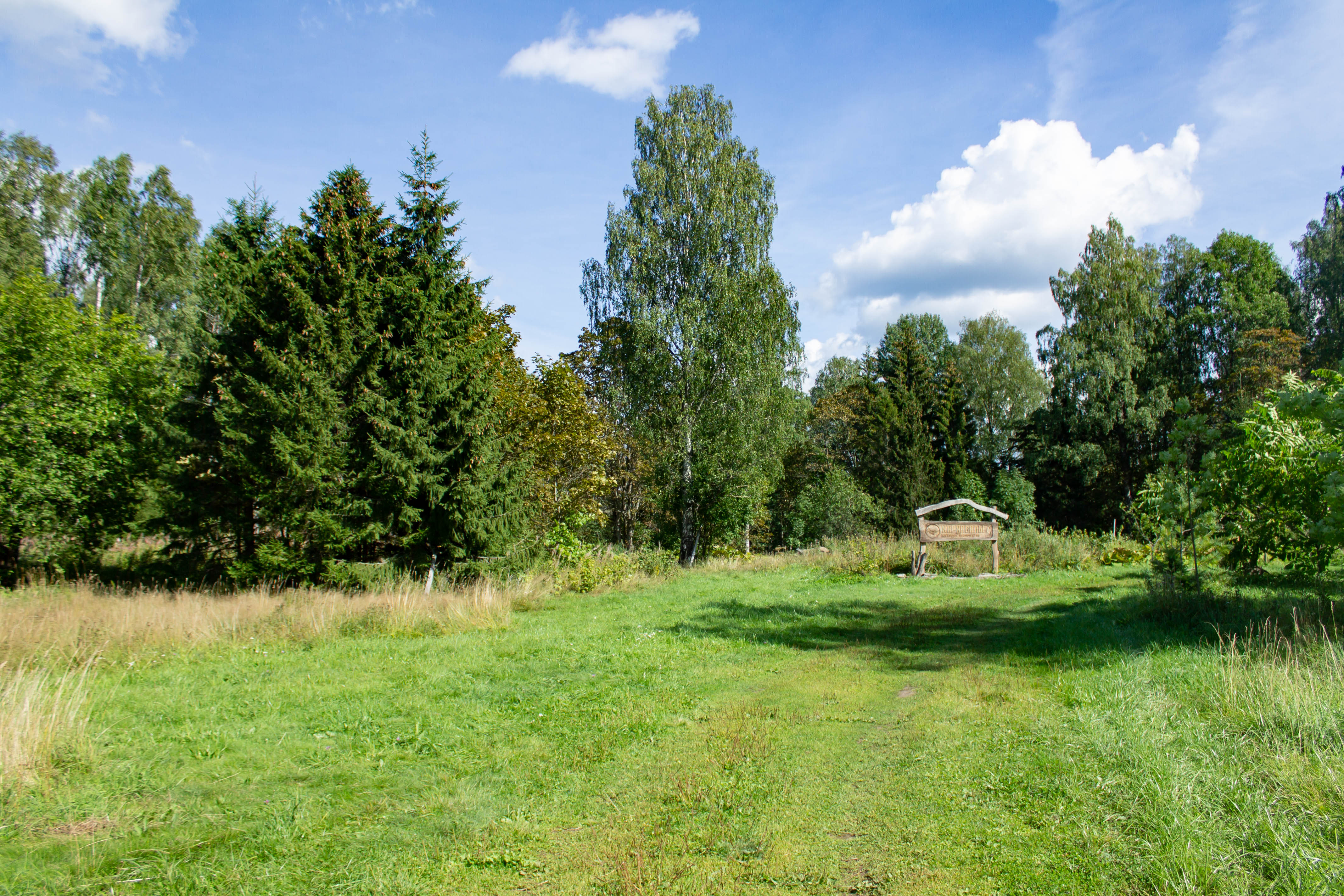
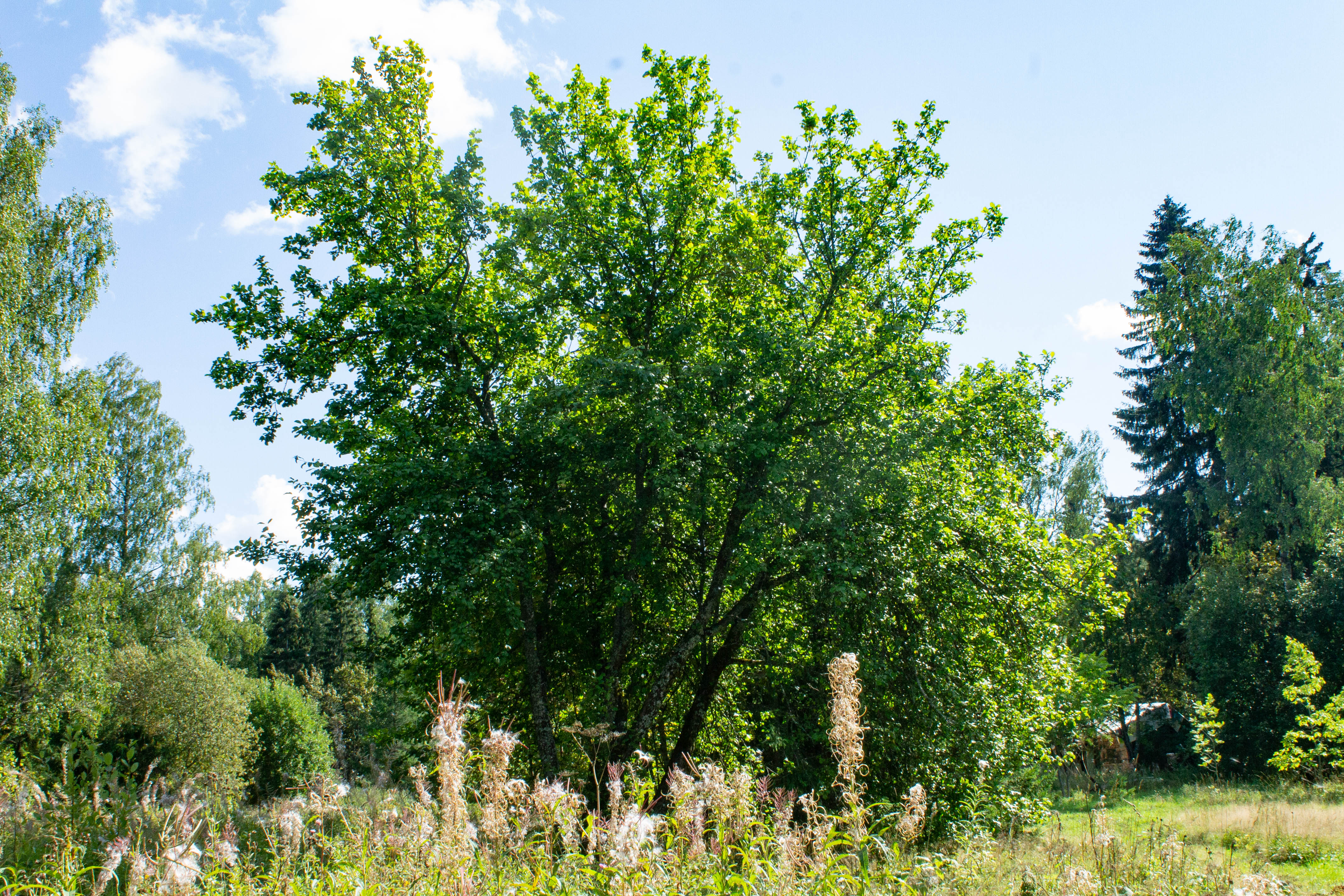
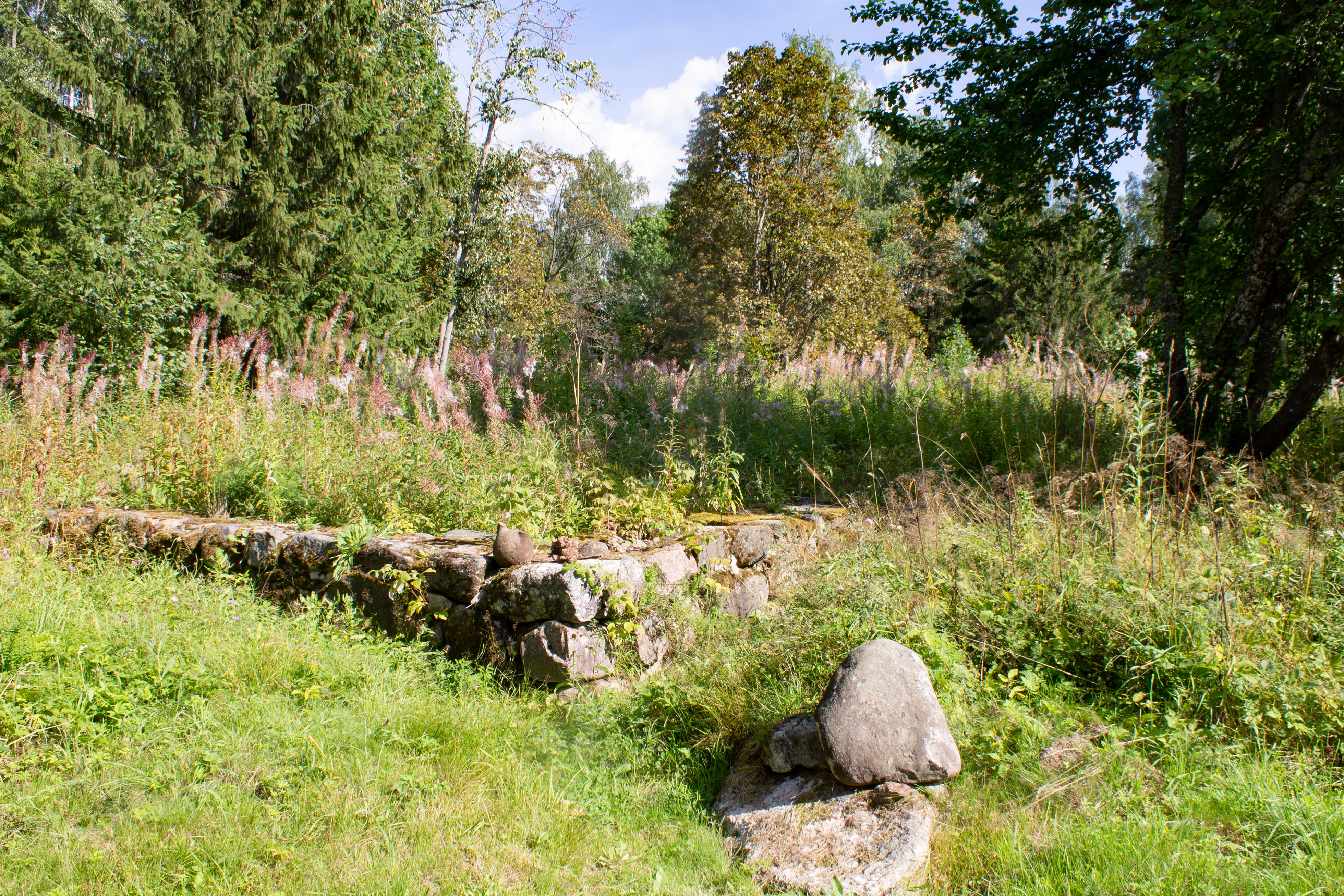